# Parotobothrium dollfusi
Parotobothrium dollfusi is een lintworm (Platyhelminthes; Cestoda). De worm is tweeslachtig. De soort leeft als parasiet in andere dieren.
Het geslacht Parotobothrium, waarin de lintworm wordt geplaatst, wordt tot de familie Pseudotobothriidae gerekend. De wetenschappelijke naam van de soort werd voor het eerst geldig gepubliceerd in 1985 door Chandra & Rao.